# 테리 더 키드
《테리 더 키드》는 쾌걸 근육맨 2세에 등장하는 초인이다.

## 프로필
- 출신 : 미국 텍사스
- 신장 : 190cm
- 체중 : 86kg
- 초인강도 : 105만 파워

## 소개
성우는 모리카와 토시유키/이주창(투니버스), 박준형(대원방송). 투니버스판 이름은 테리 키드로, 대원방송 재더빙판도 이를 따른다.

## 행적
만타로의 친구. 테리맨의 아들이다. 늘 아버지가 스구루에게 져서 2등인걸 못마땅해한다. 그래서 스구루의 아들인 만타로에게 마음을 열지 않았지만, 스구루의 말로인해, 만타로에게 마음을 연다. 테리맨 가문을 긍지 높게 생각하여서, 태리맨 가문을 욕하는 사람은 가만이 두지 않는다. 초인 정신이 매우 뛰어나다.